# Bryodelphax parvulus
Bryodelphax parvulus är en djurart som tillhör fylumet trögkrypare, och som beskrevs av Thulin 1928. Bryodelphax parvulus ingår i släktet Bryodelphax och familjen Echiniscidae. Arten är reproducerande i Sverige. Inga underarter finns listade i Catalogue of Life.